# Matthäuskirche (Basel)

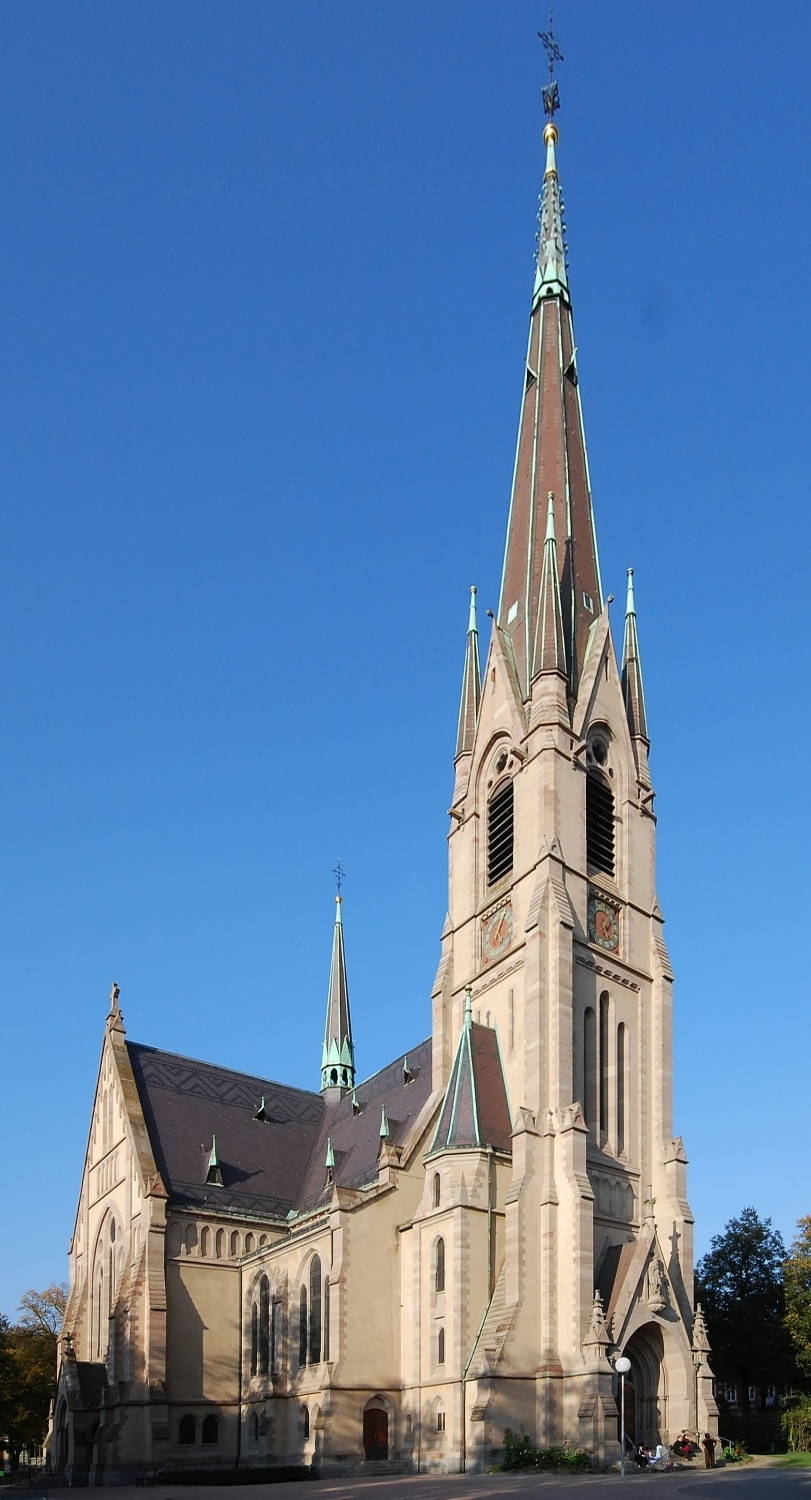
Matthäuskirche

Die Matthäuskirche in Basel ist eine evangelisch-reformierte Kirche im neugotischen Stil, die frei auf dem Matthäusplatz im Matthäus-Quartier steht. Mit ihrem 80 Meter hohen Kirchturm ist sie die höchste Kirche Basels, höher als das Basler Münster (62,7 Meter), die Antoniuskirche (62 Meter) und die Elisabethenkirche (72 Meter). Die drei letzteren liegen jedoch topographisch höher.
Die 1893–1895 nach Plänen des Breslauer Architekten Felix Henry (1857–1920) erbaute Kirche wurde über einem Sockel aus Gotthard-Granit in Bruchstein- und Backstein-Mauerwerk errichtet, das aussen mit dem damals häufig verwendeten Sandstein verkleidet ist, der in den naheliegenden Vogesen gewonnen wurde. Die architektonische Gestaltung orientiert sich an der Gotik deutscher Prägung, während im Innenraum auch die Einflüsse des Wiesbadener Programms deutlich sichtbar sind. Die auffällig grossen Dachflächen wurden mit Ardennen-Schiefer eingedeckt.
Eine umfassende Aussenrenovation wurde 2001 abgeschlossen.